# Mixtur

Mixtur est une composition pour orchestre, quatre générateurs d'ondes sinusoïdales et quatre modulateurs en anneau de Karlheinz Stockhausen. Composée en 1964, elle est créée le 9 novembre 1965 à Hambourg sous la direction de Michael Gielen.

## Analyse de l'œuvre
Mixtur est un exemple de la « forme momentanée », composée d'unités formelles qui sont « reconnaissable par un caractère personnel et unique ». 
L'orchestre est divisé en cinq groupes : percussions, bois, cuivres, cordes jouant avec l'archet et cordes en pizzicato. Les sons de chaque groupe (sauf les percussions) sont captés par micros, reliés à des modulateurs en anneau et modulés avec d'ondes sinusoïdales, produisant transformations spectaculaires des timbres, inflexions microtonales des hauteurs, et – lorsque la fréquence des sons sinusoïdaux tombent en dessous de 16 Hz – transformations rythmiques aussi.
L'œuvre est divisée en vingt moments, chacun avec un titre reflétant les caractéristiques musicales, comme "points", "percussions", "vertical", "blocs", "translation", "pizzicato", "cuivres", "strates", ou "do aiguë". Ces moments sont exécutées dans l'ordre donné dans la partition, ou dans l'ordre inverse. 
En outre, chaque moment a un « ton central » (dans certains moments, il existe deux « tons centraux »), un « hauteur manquant » (ou parfois deux « hauteurs manquant »), une durée totale, une proportion de silence, une «  densité » (nombre de groupes d'orchestre participants), et une mixture de timbres (en allemand, un « Mixtur » – par conséquent le titre de l'œuvre). La division de l'orchestre en cinq groupes – H = Holz (bois), B = Blech (cuivres), P = pizzicato, Sch = Schlagzeug (percussions) – est déterminante pour la forme globale de la composition :
|    | nom                      | son(s) central(centraux) | hauteur(s) manquante(s) | durée | silence (proportion) | densité | timbres      |
| 1  | Mixtur [mixture]         | do6                      | fa                      | 12    | 0                    | 4       | H/B/P/S      |
| 2  | Schlagzeug [percussions] | —                        | —                       | 30    | ⅕                    | 1       | Sch          |
| 3  | Blöcke [blocs]           | si4                      | fa                      | 78    | ½                    | 3       | H/P/S        |
| 4  | Richtung [direction]     | do5                      | sol                     | 48    | ⅓                    | 2       | Sch/P        |
| 5  | Wechsel [changement]     | la5                      | mi                      | 18    | ⅛                    | 4       | H/B/P/S      |
| 6  | Ruhe [calme]             | ré4                      | sol                     | 78    | 0                    | 2       | B/S          |
| 7  | Vertikal [vertical]      | la3                      | ré                      | 12    | ⅛                    | 3       | Sch/P/S      |
| 8  | Streicher [cordes]       | ré3                      | la                      | 18    | ⅕                    | 1       | S            |
| 9  | Punkte [points]          | sol4 – mi2               | ré – la                 | 30    | ⅓                    | 3       | H/B/S        |
| 10 | Holz [bois]              | sol2 – fa1               | do – si                 | 48    | ½                    | 1       | H            |
| 11 | Spiegel [miroir]         | fa3                      | do                      | 48    | 0                    | 4       | H/B/P/S      |
| 12 | Translation              | fa1 – sol2               | fa – fa                 | 30    | ½                    | 2       | H/P          |
| 13 | Tutti                    | mi2 – sol4               | sol, mi                 | 78    | ⅛                    | 5       | Sch/ H/B/P/S |
| 14 | Blech [cuivres]          | ré3                      | sol                     | 12    | ⅕                    | 1       | B            |
| 15 | Kammerton [diapason]     | la3                      | ré                      | 18    | ⅓                    | 3       | H/P/S        |
| 16 | Stufen [niveaux]         | la5                      | ré                      | 30    | 0                    | 4       | H/B/P/S      |
| 17 | Dialog                   | ré4                      | la                      | 18    | ½                    | 2       | Sch/B        |
| 18 | Schichten [strates]      | do5                      | la                      | 48    | ⅛                    | 3       | B/P/S        |
| 19 | Pizzicato                | si4                      | do                      | 78    | ⅕                    | 1       | P            |
| 20 | Hohes C [do aigu]        | do6                      | si                      | 12    | ⅓                    | 2       | H/S          |

Quand les vingt moments sont exécutés dans l'ordre numérique ascendant, c'est appelé « en avant »; quand descendent, « en arrière ». Toutefois, la séquence des événements au sein de chaque moment est le même dans aucune des versions. Certains moments peuvent aussi s'échanger. Par exemple, le moment nº 1 avec le nº5, le moment nº 11 avec le nº 16 et le nº 15 avec soit le nº 3 ou nº 20. Les moments 14 et 15 peuvent être joués simultanément à la place du nº 5. Dans ce cas, les cuivres du moment 5 remplacent le tout de moment 14 et les autres instruments prennent la place de moment 15. Quand l'ordre est inversé ou lorsque les échanges ont eu lieu, certains détails dans les moments voisins sont modifiés. Par exemple, le ton central de moment 11 (« Spiegel »), le fa3, doit être poursuivi par n'importe quel moment il suit (c'est peut-être moment 12, 10, 17, 15, 5, 3, ou 20, en fonction de la permutation des instants choisis et la direction de la version).

## Discographie
- Stockhausen, Karlheinz. Telemusik, Mixtur (version pour petit orchestre, Nr. 16½, "erster Frankfurter Version 1967") Ensemble Hudba Dneska, dirigé par Ladislav Kupkovič; Johannes G. Fritsch, Harald Bojé, Rolf Gehlhaar, David C. Johnson (générateurs d'ondes sinusoïdales); Karlheinz Stockhausen (diffusion du son). Avant Garde. Enregistrement LP. Deutsche Grammophon 137 012. Hamburg: Deutsche Grammophon, 1969.
- Stockhausen, Karlheinz. Mixtur: Kleine Besetzung (1967)—Rückwärts- und Vorwärts-Version.  Orchester Hudba Dneska, dirigé par Ladislav Kupkovič; Johannes Fritsch, Rolf Gehlhaar, David Johnson, Harald Bojé (générateurs d'ondes sinusoïdales); Karlheinz Stockhausen (diffusion du son). Enregistré par WDR, 23 août 1967, à Francfort-sur-le-Main. Enregistrement CD. Stockhausen Complete Edition CD 8. Kürten: Stockhausen-Verlag, 1993.
- Musica Viva Festival 2008. Stockhausen, Mixtur 2003, Symphonieorchester des Bayerischen Rundfunks, dirigé par Lukas Vis; Experimentalstudio des SWR, André Richard (diffusion du son). Avec des œuvres de Karl Amadeus Hartmann, Aribert Reimann, Jörg Widmann, Matthias Pintscher, Iannis Xenakis, James Dillon, Beat Furrer, Giacinto Scelsi, Chaya Czernowin, Kaija Saariaho, Liza Lim, Rebecca Saunders, Adriana Hölszky, et musiques traditionnelles de l'Égypte et de l'Iran. Fundación BBVA, Kooperation mit BR Klassik. Jeu de 6 disques SACD multicanal hybrides. NEOS 10926. [Munich]: NEOS Music GmbH, 2009.